# 利蘭山
利蘭山（英語：Mount Leland），是南極洲的山峰，位於維多利亞地的斯科特海岸，處於維多利亞上冰川以西2公里，由美國南極名稱諮詢委員命名，現時由南極條約體系管理。